# 劉雨昕媒體作品列表
劉雨昕媒體作品列表主要列舉中國大陸女藝人劉雨昕參與演出的綜藝節目、活動晚會、活動見面會 / 宣傳 / 發布會、頒獎典禮 / 時尚盛典、廣播 / 電台節目、紀錄片。

## 綜藝節目
| 播出年份 | 日期             | 播放频道/平台    | 節目名稱                   | 角色           | 出演成员                            | 備註                       |
| 2017年   | 1月6日           | 江蘇衛視         | 《最強大腦》               | 出題人         | 蜜蜂少女隊20位成員                  | [ 1 ]                      |
| 2017年   | 4月12日          | 衛視中文台       | 《歡樂智多星》             | 來賓           | Lady bees                           | 台灣綜藝節目               |
| 2017年   | 4月13日          | TVBS頻道         | 《小燕有約》               | 來賓           | Lady bees                           | 台灣綜藝節目               |
| 2017年   | 4月21日          | 八大綜合台       | 《娛樂百分百》             | 來賓           | Lady bees                           | 台灣綜藝節目               |
| 2017年   | 4月21日          | MTV              | 《我愛偶像 Idols of Asia》 | 來賓           | Lady bees                           | 台灣綜藝節目               |
| 2017年   | 5月18日          | 三立電視台       | 《綜藝大熱門》             | 來賓           | Lady bees                           | 台灣綜藝節目               |
| 2017年   | 6月24日          | 愛奇藝           | 《中國有嘻哈》             | 參賽者         | 不適用                              | 海選晉級，後因行程衝突退出 |
| 2018年   | 1月31日          | 湖南衛視         | 《我是大美人》             | 嘉賓           | Lady bees                           |                            |
| 2018年   | 3月17日、3月31日 | 愛奇藝           | 《热血街舞团》             | 參賽者         | 與 孔雪兒、徐夢潔                   | 組隊參賽，海選淘汰         |
| 2018年   | 10月22日         | 騰訊視頻         | 《由你音樂榜樣》           | 表演嘉賓       | Lady bees                           |                            |
| 2018年   | 10月31日         | 東方衛視         | 《Hi室友》                 | 嘉賓           | 與 張希雅、孔雪兒                   |                            |
| 2019年   | 1月8日           | CCTV-15          | 《童声唱》                 | 表演嘉賓       | Lady bees                           |                            |
| 2019年   | 6月2日           | CCTV-15          | 《中國節拍》               | 表演嘉賓       | Lady bees（除 張悠然）              |                            |
| 2020年   | 7月26日          | 東方衛視         | 《極限挑戰》               | 嘉賓           | THE9                                | 綜藝首秀                   |
| 2020年   | 9月19日          | 湖南衛視         | 《快樂大本營》             | 硬核玩家       | THE9                                | [ 5 ]                      |
| 2020年   | 9月25日          | 愛奇藝           | 《做家務的男人 (第二季)》  | 嘉賓           | 青春有你2前20训练生                 | 電話（視訊）連線           |
| 2020年   | 9月26日          | CCTV-3           | 《TOP榮耀時刻》            | 榮耀歌手       | THE9（無限少女）                    | 大型融媒體音樂節目         |
| 2020年   | 10月3日          | 優酷             | 《這！就是街舞第三季》     | 總決賽特邀嘉賓 | 不適用                              | [ 7 ]                      |
| 2020年   | 10月17日         | 芒果TV           | 《快本超時營業中第三季》   | 嘉賓           | 與 虞書欣、趙小棠                   |                            |
| 2020年   | 11月2日          | CCTV-15          | 《中國節拍》               | 表演嘉賓       | Lady bees（除 張悠然）              | 青春正好特輯               |
| 2021年   | 1月2日           | 湖南衛視         | 《快樂大本營》             | 嘉賓           | 不適用                              | 宣傳《潮流合伙人2》        |
| 2021年   | 2月9日           | 央視新聞、央視頻 | 《春晚進行時》             | 嘉賓           | 與 安崎、孔雪兒、陸柯燃（無限少女） | 宣傳《2021央視春晚》       |
| 2021年   | 2月11日          | CCTV-3           | 《喜到福到好運到》         | 嘉賓           | 與 安崎、孔雪兒、陸柯燃（無限少女） | 宣傳《2021央視春晚》       |
| 2021年   | 3月11日－3月13日 | 愛奇藝           | 《青春有你3》              | 特別表演嘉賓   | THE9                                | [ 10 ] [ 11 ]              |
| 2021年   | 3月13日          | 浙江衛視、抖音   | 《為歌而贊》               | 愛樂歌手       | THE9（除 虞書欣、喻言）             | 熱歌陣營                   |
| 2021年   | 3月20日          | 浙江衛視、抖音   | 《為歌而贊》               | 愛樂歌手       | THE9（除 許佳琪、喻言）             | 新歌陣營                   |
| 2021年   | 4月11日          | 湖南衛視         | 《天天向上》               | 嘉賓           | 不適用                              | [ 14 ]                     |
| 2021年   | 8月19日－8月26日 | CCTV-3           | 《你好生活第三季》         | 飛行嘉賓       | 不適用                              | [ 15 ]                     |

| 播出年份 | 日期             | 播放频道/平台 | 節目名稱                | 角色       | 備註     |
| 2021年   | 12月24日         | 北京衛視      | 《冬夢之約第二季》      | 嘉賓       | [ 16 ]   |
| 2022年   | 1月28日          | 北京衛視      | 《冬夢之約第二季》      | 晚會嘉賓   | 冰雪盛典 |
| 2022年   | 2月4日           | CCTV-3        | 《冬奧·如約而至》       | 嘉賓       |          |
| 2022年   | 4月9日           | 湖南衛視      | 《你好星期六》          | 嘉賓       | [ 18 ]   |
| 2022年   | 4月16日－4月30日 | 浙江衛視      | 《追星星的人第二季》    | 嘉賓       | [ 19 ]   |
| 2022年   | 5月2日           | 央視頻        | 《UP青春》              | 嘉賓       | [ 20 ]   |
| 2022年   | 11月9日          | 江蘇衛視      | 《2060元音之境》        | 元音唱將   | [ 21 ]   |
| 2023年   | 4月15日          | 湖南衛視      | 《你好星期六》          | 嘉賓       | [ 22 ]   |
| 2024年   | 2月23日          | 湖南衛視      | 《我想和你唱第五季》    | 派對來賓   | [ 23 ]   |
| 2024年   | 7月6日－7月20日  | 騰訊視頻      | 《奔赴！萬人現場》      | 特邀策劃人 |          |
| 2024年   | 8月18日          | CCTV-1        | 《三餐四季》            | 嘉賓       | 青海篇   |
| 2024年   | 12月13日         | 浙江衛視      | 《有歌2024》            | 踢榜尋歌官 |          |
| 2025年   | 6月27日          | 浙江衛視      | 《天賜的聲音 (第六季)》 | 音樂合伙人 |          |
| 2025年   | 7月25日          | 江蘇衛視      | 《打歌2025》            | 歌手       |          |

## 晚會
| 播出年份 | 日期     | 播放频道/平台  | 節目名稱                           | 角色   | 表演曲目                                       | 出演成員                            | 備註                          |
| 2018年   | 10月27日 | 優酷           | 《天猫亚洲偶像嘉年华AIF2018》      | 演唱者 | 《GPS 密封令》、《Where To Find You》          | 與 許和琪、張悠然、孔雪兒           | [ 24 ]                        |
| 2019年   | 2月2日   | 山東衛視       | 《幸福久久》                       | 演唱者 | 《Lady bees》、《倒裝句》                      | Lady bees                           | 山東春節聯歡晚會              |
| 2020年   | 6月17日  | 湖南衛視       | 《618超拼夜》                      | 演唱者 | 《YES! OK!》、《獵》                           | THE9                                | 成團首秀                      |
| 2020年   | 8月17日  | 東方衛視       | 《蘇寧818超級秀》                  | 演唱者 | 《YES! OK!》、《斯芬克斯》                     | THE9                                | [ 27 ]                        |
| 2020年   | 9月19日  | 浙江衛視       | 《919百度好奇夜》                  | 演唱者 | 《Not Me》                                     | THE9                                | [ 28 ]                        |
| 2020年   | 10月16日 | 浙江衛視       | 《抖音美好奇妙夜》                 | 演唱者 | 《斯芬克斯》、《用盡我的一切奔向你》           | THE9（除 喻言）                     | 2020秋季盛典                  |
| 2020年   | 11月8日  | 愛奇藝         | 《隨刻 精彩之夜》                  | 演唱者 | 《斯芬克斯》、《Not Me》                       | THE9（除 喻言）                     | [ 30 ]                        |
| 2020年   | 11月10日 | 江蘇衛視       | 《京東11.11直播超級夜》            | 演唱者 | 《斯芬克斯》、《Promise》                      | THE9（除 喻言）                     | [ 31 ]                        |
| 2020年   | 12月11日 | 湖南衛視       | 《12.12超拚夜》                    | 演唱者 | 《想見你想見你想見你》、《Lion》               | 與 許佳琪、安崎、孔雪兒、陸柯燃     | [ 32 ]                        |
| 2020年   | 12月31日 | 江蘇衛視       | 《2021跨年演唱會》                 | 演唱者 | 《Intro + 斯芬克斯》、《Dumb Dumb Bomb》       | THE9（除 喻言）                     | [ 33 ]                        |
| 2020年   | 12月31日 | 江蘇衛視       | 《2021跨年演唱會》                 | 演唱者 | 《BiuBiu》                                     | 不適用                              | 個人數位單曲                  |
| 2021年   | 1月15日  | 愛奇藝         | 《為愛尖叫》                       | 演唱者 | 《Dumb Dumb Bomb》、《斯芬克斯》               | THE9（除 虞書欣）                   | [ 34 ]                        |
| 2021年   | 2月9日   | 山東衛視       | 《幸福中國年》                     | 演唱者 | 《Hot Party》、《BiuBiu》                      | 不適用                              | 山東春節聯歡晚會              |
| 2021年   | 2月10日  | 浙江衛視、優酷 | 《笑贏這一年喜劇春晚》             | 演唱者 | 《Promise》、《Dumb Dumb Bomb》                | THE9（除 許佳琪、喻言）             | [ 36 ]                        |
| 2021年   | 2月10日  | 浙江衛視、優酷 | 《笑贏這一年喜劇春晚》             | 表演者 | 《這就是魔術》                                 | 與 虞書欣、趙小棠                   | 與 劉謙                       |
| 2021年   | 2月11日  | 快手           | 《2021快手橙白藝能大賞》           | 演唱者 | 《想見你想見你想見你》、《BiuBiu》             | 不適用                              | [ 38 ]                        |
| 2021年   | 2月11日  | CCTV-1         | 《2021年春節聯歡晚會》             | 演唱者 | 《奔跑的青春》                                 | 與 安崎、孔雪兒、陸柯燃（無限少女） | 與 群星                       |
| 2021年   | 2月12日  | 東方衛視       | 《春滿東方 幸福牛年》              | 演唱者 | 《Dumb Dumb Bomb》、《玫瑰玫瑰我愛你》         | THE9（除 許佳琪、喻言）             | 春節晚會                      |
| 2021年   | 2月12日  | 湖南衛視       | 《四海同春》                       | 演唱者 | 《新年快樂YES! OK!》、《Not Me》               | THE9（除 虞書欣、許佳琪、喻言）     | 全球華僑華人春節大聯歡        |
| 2021年   | 2月12日  | 湖南衛視       | 《四海同春》                       | 演唱者 | 《流淌的歌聲》                                 | 不適用                              | 與 毛阿敏                     |
| 2021年   | 5月2日   | 抖音           | 《國潮音樂嘉年華》                 | 演唱者 | 《BiuBiu》、《U&I》、《練習曲》、《Hot Party》 | 不適用                              | [ 43 ]                        |
| 2021年   | 5月3日   | 不適用         | 《長隆水上電音節－星潮之夜》       | 演唱者 | 《U&I》、《Hot Party》                         | 不適用                              | [ 44 ]                        |
| 2021年   | 5月4日   | CCTV-1、CCTV-3 | 《奮鬥正青春－五四青年節特別節目》 | 演唱者 | 《山水畫卷》                                   | 不適用                              | 與 楊紫                       |
| 2021年   | 6月1日   | 蘇寧易購       | 《百大明星童心直播夜》             | 演唱者 | 《練習曲》、《U&I》                            | 不適用                              | 六一寶寶節                    |
| 2021年   | 6月5日   | TME            | 《百年風華 不忘初心》              | 演唱者 | 《練習曲》                                     | 不適用                              | 中國共產黨成立100周年青春歌會 |
| 2021年   | 6月12日  | 浙江衛視       | 《百度「潮」盛典》                 | 演唱者 | 《Hello》                                      | THE9（除 喻言、謝可寅）             | [ 48 ]                        |
| 2021年   | 6月15日  | 江蘇衛視、快手 | 《616真心夜》                      | 演唱者 | 《四季予你》                                   | 不適用                              | 與 景甜                       |
| 2021年   | 6月15日  | 江蘇衛視、快手 | 《616真心夜》                      | 演唱者 | 《Of Course》                                  | 不適用                              | [ 49 ]                        |
| 2021年   | 6月16日  | 湖南衛視       | 《天貓開心夜》                     | 演唱者 | 《異獸》                                       | THE9（除 喻言）                     | [ 50 ]                        |
| 2021年   | 7月25日  | 愛奇藝         | 《成都超樂音樂節》                 | 演唱者 | 《Hot Party》、《U&I》、《練習曲》、《I Will》 | 不適用                              | [ 51 ]                        |
| 2021年   | 8月14日  | CCTV-3         | 《2021七夕晚會》                   | 演唱者 | 《绒花》                                       | 不適用                              | [ 52 ]                        |
| 2021年   | 8月14日  | CCTV-3         | 《2021七夕晚會》                   | 演唱者 | 《打起手鼓唱起歌》                             | 與 許佳琪、謝可寅（無限少女）       | [ 52 ]                        |
| 2021年   | 8月17日  | 湖南衛視       | 《新潮好物夜》                     | 演唱者 | 《Not Me》                                     | THE9（除 喻言）                     | [ 53 ]                        |
| 2021年   | 8月18日  | 浙江衛視       | 《超級818汽車狂歡夜》              | 演唱者 | 《異獸》                                       | THE9（除 喻言）                     | [ 54 ]                        |
| 2021年   | 11月10日 | 湖南衛視       | 《11.11超拚夜》                    | 演唱者 | 《斯芬克斯》、《Promise》                      | 與 虞書欣、許佳琪、安崎             | [ 55 ]                        |

| 播出年份 | 日期     | 播放频道/平台  | 節目名稱                                           | 角色   | 表演曲目                           | 備註                     |
| 2021年   | 12月31日 | 北京衛視       | 《2022環球跨年冰雪盛典》                           | 演唱者 | 《Baby I Know》                    | [ 56 ]                   |
| 2021年   | 12月31日 | 北京衛視       | 《2022環球跨年冰雪盛典》                           | 演唱者 | 《紅色高跟鞋》                     | 與 孫一文                |
| 2022年   | 1月25日  | 河南衛視、優酷 | 《新民樂國風夜》                                   | 演唱者 | 《U&I》                            | [ 57 ]                   |
| 2022年   | 1月30日  | 山東衛視       | 《虎躍齊魯萬象新》                                 | 演唱者 | 《兩個TA》                         | 與 父母 山東春節聯歡晚會 |
| 2022年   | 1月30日  | 山東衛視       | 《虎躍齊魯萬象新》                                 | 演唱者 | 《Baby I Know》                    | 與 父母 山東春節聯歡晚會 |
| 2022年   | 1月30日  | 湖南衛視       | 《知乎·答案奇遇夜》                                | 演唱者 | 《黑日白月》                       | [ 60 ]                   |
| 2022年   | 5月3日   | 河南衛視       | 《青春萬歲－五四青年節特別節目》                   | 演唱者 | 《青春賦》                         | [ 61 ]                   |
| 2022年   | 5月4日   | CCTV-1、CCTV-3 | 《奮鬥的青春－五四青年節特別節目》                 | 演唱者 | 《New Youth》                      | 與 李一桐                |
| 2022年   | 6月3日   | CCTV-3         | 《最憶是端午》                                     | 演唱者 | 《本草綱目》                       | [ 63 ]                   |
| 2022年   | 12月31日 | 東方衛視       | 《夢圓東方·2023東方衛視跨年盛典》                  | 演唱者 | 《Look Into The Mirror》、《幸會》 | [ 64 ]                   |
| 2023年   | 1月19日  | 河南衛視       | 《卯足勁頭弄春潮》                                 | 演唱者 | 《夢之光年》                       | 河南春節晚會             |
| 2023年   | 1月22日  | 江蘇衛視       | 《幸福合家歡》                                     | 演唱者 | 《Baby I Know》                    | 江蘇衛視春節聯歡晚會     |
| 2023年   | 10月15日 | 北京衛視       | 《抖音美好奇妙夜》                                 | 演唱者 | 《New And More》                   | [ 66 ]                   |
| 2023年   | 11月18日 | -              | 《石榴花開美中華－民族團結進步文藝宣傳活動進懷化》 | 演唱者 | 《守望者》、《青春賦》             | [ 67 ]                   |
| 2023年   | 12月31日 | 東方衛視       | 《夢圓東方·2024東方衛視跨年盛典》                  | 演唱者 | 《#63EBE9》、《節奏病》            | [ 68 ]                   |

| 播出年份 | 日期     | 播放频道/平台 | 節目名稱                            | 角色   | 表演曲目                                                                     | 備註             |
| 2024年   | 2月2日   | 快手          | 《一千零一夜·老鐵聯歡晚會》         | 演唱者 | 《未知計畫》                                                                 | [ 69 ]           |
| 2024年   | 2月7日   | 山東衛視      | 《潮起東方中國龍》                  | 演唱者 | 《REAL LIFE》、《閃光的童話》                                                | 山東春節聯歡晚會 |
| 2024年   | 2月7日   | 河南衛視      | 《齊歌龍咚鏘》                      | 演唱者 | 《隨心去走走》                                                               | 河南春節晚會     |
| 2024年   | 2月24日  | 東方衛視      | 《超有料元宵夜》                    | 演唱者 | 《Like Love》                                                                | 東方衛視元宵晚會 |
| 2024年   | 4月14日  | YouTube       | 《科切拉谷音樂藝術節》              | 演唱者 | 《颶》、《Walls》、《Reality》、《Boom Tick Boom》                           | 與 88rising      |
| 2024年   | 5月2日   | -             | 《K-Zoo運動音樂嘉年華》             | 演唱者 | 《颶》、《黑日白月》、《REAL LIFE》、《不要想念你》、《練習曲》、《Reality》 | [ 74 ]           |
| 2024年   | 5月15日  | 東方衛視      | 《奧運會資格系列賽 · 上海歡迎盛典》 | 演唱者 | 《沸騰青春》                                                                 | [ 75 ]           |
| 2024年   | 5月18日  | 芒果TV        | 《無限X巡迴演唱會－成都站》         | 演唱者 | 《Reality》、《Like Love》                                                   | [ 76 ]           |
| 2024年   | 6月1日   | 抖音          | 《美好星球音樂節》                  | 演唱者 | 《Reality》、《未知計畫》、《U&I》、《就是你》、《Boom Tick Boom》           | [ 77 ]           |
| 2024年   | 6月17日  | 湖南衛視      | 《618開心夜》                       | 演唱者 | 《Reality》                                                                  | [ 78 ]           |
| 2024年   | 8月24日  | -             | 《煙臺養馬島音樂節》                | 演唱者 | 《Reality、幸會、REAL LIFE、就是你、一個人、記得、節奏病》                   |                  |
| 2024年   | 9月8日   | 湖南衛視      | 《酸酸乳20周年·酸甜之夜》           | 演唱者 | 《Unwind》                                                                   |                  |
| 2024年   | 9月15日  | -             | 《明潮·千帆音樂節》                 | 演唱者 | 《REAL LIFE、Reality、隨心去走走、練習曲、看著月亮想你、Boom Tick Boom》     | [ 79 ]           |
| 2024年   | 10月20日 | 抖音          | 《汽水星球音樂節》                  | 演唱者 | 《Unwind、看著月亮想你、就是你、原來那個人、Look Into The Mirror》           |                  |
| 2024年   | 12月16日 | 新浪微博      | 《慶祝澳門回歸祖國25周年文藝演出》  | 演唱者 | 《看著月亮想你、華夏》                                                       | [ 80 ]           |

## 活动見面會 / 宣傳 / 發布會
| 年份   | 日期     | 地點                     | 主題                            | 備註         |
| 2018年 | 11月29日 | 中國北京                 | 【《Queen Bee》全新專輯發布會】 | 與 Lady bees |
| 2018年 | 12月22日 | 中國北京 國家會議中心    | 【V影响力峰会】                 | 與 Lady bees |
| 2019年 | 7月20日  |                          | 【韓 品牌活動】                 |              |
| 2019年 | 8月5日   | 中國杭州 情緒博物館      | 【韓 品牌活動】                 |              |
| 2019年 | 8月13日  | 中國北京                 | 【韓 品牌活動】                 |              |
| 2019年 | 8月21日  | 中國蘇州                 | 【韓 品牌活動】                 |              |
| 2019年 | 8月23日  | BesTV百視通 星聚會直播間 |                                 |              |
| 2019年 | 8月24日  | 大潤發 上海閘北店        | 【護舒寶 全新液體衛生巾發布會】 |              |
| 2019年 | 8月24日  | 家樂福 上海金橋店        | 【護舒寶 全新液體衛生巾發布會】 |              |

| 年份   | 日期     | 地點                                   | 主題                                                   | 備註                                |
| 2020年 | 5月25日  | 淘寶 李佳琦Austin直播間                | 【心愿節、青春有你2】                                  | 與 虞書欣                           |
| 2020年 | 6月11日  | 愛奇藝 雲現場                          | 【掃樓活動】                                           | 與 THE9                             |
| 2020年 | 6月11日  | 新浪 直播間                            | 【掃樓活動】                                           | 與 THE9                             |
| 2020年 | 6月24日  | 中國南京 德基廣場                      | 【科顏氏白泥工坊 品牌活動】                            | 與 喻言                             |
| 2020年 | 6月29日  | 聚划算 景甜直播間                      | 【Dior 品牌活動】                                      |                                     |
| 2020年 | 7月9日   | 中國上海                               | 【愛奇藝悅享會】                                       | 與 THE9                             |
| 2020年 | 7月10日  | 愛奇藝 隨刻APP                         | 【隨刻限定營業會】                                     | 與 THE9                             |
| 2020年 | 8月5日   | 農夫山泉 千島湖工廠                    | 【TOT氣泡飲 偶像同遊會】                               | 與 虞書欣、謝可寅                   |
| 2020年 | 9月2日   | 愛奇藝 雲現場                          | 【派對公司超前試營運】                                 | 與 THE9（除 陸柯燃）                |
| 2020年 | 9月11日  | MAKE UP FOR EVER 天貓直播間            | 【MAKE UP FOR EVER 奶霜小黑管線上新品發布會】          | 與 李佳琦                           |
| 2020年 | 9月20日  | 中國上海徐匯區 龍美術館                | 【Dior 《克里斯汀·迪奧，夢之設計師》劉雨昕戶外音樂會】 |                                     |
| 2020年 | 9月25日  | 蘇菲 天貓直播間                        | 【蘇菲 北極發布會】                                    |                                     |
| 2020年 | 9月26日  | 中國深圳 萬象天地                      | 【Dior 香水化妆品全球旗舰店開幕活動】                  |                                     |
| 2020年 | 10月2日  | 中國上海徐匯區                         | 【真果粒 《花果輕乳THE9和你萌在一起》粉絲見面會】      | 與 THE9                             |
| 2020年 | 10月11日 | 中國長沙 國際金融中心                  | 【ARMANI BOX集裝箱快閃店】                             | 與 虞書欣、謝可寅、陸柯燃           |
| 2020年 | 10月20日 | 中國上海 商城劇院                      | 【2020第13屆金投賞國際創意節－愛奇藝專場】             |                                     |
| 2020年 | 10月25日 | 中國成都                               | 【FOURTRYSPACE 《麻·成都》限定活動】                   | 與 陳偉霆、周揚青、歐陽娜娜、范丞丞 |
| 2020年 | 10月31日 | 誅仙手遊 斗魚直播間                    | 【THE9首次遊戲直播 《諸仙》手遊“絕影”狂歡夜】          | 與 THE9（除 喻言）                  |
| 2020年 | 11月7日  | ModernSkyLAB上海                       | 【每日黑巧 藍莓之夜 新品發布會】                       |                                     |
| 2020年 | 11月9日  | 深圳 寶安大仟里、屈臣氏官方雲店 直播間 | 【黑人牙膏 粉絲見面會“昕”動直播】                      |                                     |
| 2020年 | 11月10日 | 京東 Swisse斯維詩直播間                | 【斯維詩x劉雨昕 “開工吧！星店長”】                     |                                     |
| 2020年 | 11月18日 | 愛奇藝 雲現場                          | 【潮流合伙人2 發布會】                                 | 與 陳偉霆、周揚青、歐陽娜娜、范丞丞 |
| 2020年 | 11月24日 | 微博 快樂大本營直播間                  | 【快樂大本營 營業直播中】                              | 與 歐陽娜娜                         |
| 2020年 | 12月7日  | 淘寶 雪梨Cherie直播間                  | 【多芬 品牌活動】                                      |                                     |
| 2020年 | 12月8日  | 微博 Dior迪奧官方直播間                | 【Dior 2021秋季男裝發布會】                            |                                     |
| 2021年 | 1月12日  | 上海、京東直播間                       | 【哈根達斯 品牌活動開幕儀式】                          |                                     |
| 2021年 | 2月11日  | 薇婭春晚後台直播                       | 【春晚GO青春】                                         |                                     |
| 2021年 | 3月6日   | Calvin Klein 天貓旗艦店直播間          | 【Calvin Klein 全昕女王空間】                          |                                     |
| 2021年 | 3月8日   | 微博 Dior迪奧官方直播間                | 【迪奧 二零二一秋冬成衣系列發布秀】                    | 與 Angelababy                       |
| 2021年 | 4月8日   | 中國成都                               | 【奔富·不凡空間 X TO MAN 潛力覺醒派對】                |                                     |
| 2021年 | 4月12日  | 中國上海                               | 【迪奥二一秋季成衣上海秀】                             |                                     |
| 2021年 | 4月26日  | MAKE UP FOR EVER 天貓直播間            | 【MAKE UP FOR EVER 微米定妝粉新品發布會】              |                                     |
| 2021年 | 4月27日  | 蘇菲 天貓直播間                        | 【蘇菲 Girl On！品牌發布會】                           |                                     |
| 2021年 | 5月11日  | 天貓 CASIO旗艦店                       | 【G-SHOCK 硬碰硬揭幕戰暨CASIO天貓超級品牌日啟動儀式】  |                                     |
| 2021年 | 6月1日   | 素力高 京東直播間                      | 【素力高 新手家長會】                                  |                                     |
| 2021年 | 6月6日   | 素力高 京東直播間                      | 【素力高 萌娃咖啡厅】                                  |                                     |
| 2021年 | 6月12日  | 中國上海浦東新區 世紀匯廣場            | 【哈根達斯 二零二一“微醺一夏”新品發布會】              |                                     |
| 2021年 | 7月24日  | 中國成都 當代美術館MOCA                | 【Dior 《克里斯汀·迪奧，夢之設計師》】                 |                                     |
| 2021年 | 9月12日  | 京東 哈根達斯自營直播間                | 【哈根達斯 中秋秒好禮 “昕”意享不停】                   |                                     |
| 2021年 | 10月9日  | 中國北京 悠唐購物中心                  | 【WonderLab 快閃見面會】                               |                                     |
| 2021年 | 12月6日  | 中國上海 恒隆廣場                      | 【Dior 聖誕限時精品店】                                |                                     |
| 2022年 | 2月27日  | KIMTRUE且初旗艦店 淘寶直播間           | 【KIMTRUE且初 肌遇小時光】                             |                                     |
| 2022年 | 3月1日   | 微博 Dior迪奧官方直播間                | 【迪奧 二零二二秋冬成衣系列發布秀】                    | 與 Angelababy、任敏                 |
| 2022年 | 3月2日   | Dior迪奧官方旗艦店 淘寶直播間          | 【Dior 今夜大明星】                                    |                                     |
| 2022年 | 3月4日   | MAKE UP FOR EVER 淘寶直播間            | 【MAKE UP FOR EVER 今夜大明星】                        |                                     |
| 2022年 | 5月19日  | Augustinus Bader海外旗艦店 淘寶直播間  | 【Augustinus Bader 今夜大明星】                        |                                     |
| 2022年 | 8月12日  | 優酷、微博                             | 【《這！就是街舞》 第五季發布會】                      | 與 韓庚、李承鉉、王一博             |
| 2022年 | 9月3日   | SISLEY希思黎官方旗艦店 天貓直播間      | 【法國希思黎 今夜大明星】                              |                                     |
| 2022年 | 9月9日   | Dior迪奧官方旗艦店 淘寶直播間          | 【Dior 今夜大明星】                                    |                                     |
| 2022年 | 9月20日  | Comvita康維他官方旗艦店 天貓直播間     | 【康維他 今夜大明星】                                  |                                     |
| 2022年 | 9月27日  | 微博 Dior迪奧官方直播間                | 【迪奧 二零二三春夏成衣系列發布秀】                    | 與 侯明昊、周也                     |
| 2022年 | 11月3日  | Sisley希思黎官方旗艦店 天貓直播間      | 【法國希思黎星奢護直播盛典】                           |                                     |
| 2023年 | 2月28日  | 法國巴黎 杜樂麗花園                    | 【迪奧 二零二三秋冬成衣系列發布秀】                    |                                     |
| 2023年 | 5月18日  | 中國上海 世紀匯廣場                    | 【URBAN REVIVO 巡店】                                  |                                     |
| 2023年 | 5月18日  | 中國上海 油罐藝術中心                  | 【URBAN REVIVO 2023上海时尚大秀】                      |                                     |
| 2023年 | 6月1日   | Dior迪奧官方旗艦店 淘寶直播間          | 【Dior 今夜大明星】                                    |                                     |
| 2023年 | 7月12日  | 深圳 海上世界藝術中心                  | 【迪奧 二零二三秋冬成衣深圳秀】                        |                                     |
| 2023年 | 7月24日  | 新浪 直播間                            | 【掃樓活動 演唱會爆料局】                              |                                     |
| 2023年 | 8月18日  | 中國上海                               | 【New Era 2023品牌大秀】                               |                                     |
| 2023年 | 8月19日  | 中國 上海杜莎夫人蠟像館                | 【劉雨昕蠟像揭幕儀式】                                 |                                     |
| 2023年 | 10月21日 | 中國南京 大洋百貨UR旗艦店              | 【URBAN REVIVO 新一日店長】                            |                                     |
| 2023年 | 10月30日 | DR.CI：LABO天貓旗艦店 淘寶直播間       | 【DR.CI：LABO 城野醫生 上播大明星】                    |                                     |
| 2023年 | 11月4日  | PANDORA潘多拉官方旗艦店 淘寶直播間     | 【PANDORA潘多拉 上播大明星】                           |                                     |
| 2023年 | 11月7日  | Sisley希思黎官方旗艦店 天貓直播間      | 【Sisley希思黎 上播大明星】                            |                                     |
| 2023年 | 11月16日 | 中國上海靜安區 張園DIOR限时精品店      | 【Dior 聖誕點燈儀式】                                  |                                     |
| 2023年 | 11月18日 | 中國湖南懷化市                         | 【中華民族團結進步宣傳推廣大使發布儀式】               |                                     |

| 年份   | 日期    | 地點                  | 主題                                                           | 備註 |
| 2024年 | 2月8日  | 美國洛杉磯            | 【洛杉磯快艇春節賽 新奧爾良鵜鶘vs洛杉磯快艇】                  |      |
| 2024年 | 2月27日 | 法國巴黎 杜樂麗花園   | 【迪奧 二零二四秋冬成衣系列發布秀】                            |      |
| 2024年 | 3月6日  | 廈門 五緣音樂島       | 【迪奧 VILLA DIOR】                                            |      |
| 2024年 | 3月13日 | 上海影城 杜比劇場     | 【迪奧 香氛紀錄片《尋香夢旅》首映禮】                          |      |
| 2024年 | 4月20日 | 微博 劉雨昕直播間     | 【明星生日匯】                                                 |      |
| 2024年 | 6月13日 | 中國上海              | 【Dior 《我們需要愛-艾敬2024》展覽揭幕酒會暨「迪奧小姐」派對】 |      |
| 2024年 | 6月24日 | 法國巴黎 羅丹美術館   | 【迪奧 二零二四秋冬高級訂製系列發布秀】                        |      |
| 2024年 | 6月28日 | 中國鄭州 丹尼斯大衛城 | 【Sisley希思黎 Hair Rituel華中首店開幕活動】                   |      |
| 2024年 | 8月15日 | 中國上海              | 【New Era 2024品牌大秀】                                       |      |

## 頒獎典禮 / 時尚盛典
| 播出年份 | 日期     | 播放频道/平台 | 頒獎典禮 / 時尚盛典                        | 角色           | 出演成員        | 備註                                                              |
| 2020年   | 12月2日  | 騰訊視頻      | 《COSMO GLAM NIGHT 2020 Mageline時尚盛典》 | 得獎者         | 不適用          | “時尚無懼”年度人物（THE9）                                        |
| 2020年   | 12月6日  | 愛奇藝        | 《2021愛奇藝尖叫之夜榮譽盛典》             | 得獎者         | THE9（除 喻言） | 尖叫女神（THE9）                                                  |
| 2020年   | 12月19日 | 搜狐          | 《搜狐時尚盛典》                           | 得獎者         | 不適用          | 年度人氣明星                                                      |
| 2021年   | 2月28日  | 新浪微博      | 《2020微博之夜》                           | 演唱者、得獎者 | THE9            | 微博年度熱度團體（THE9）                                          |
| 2021年   | 5月20日  | 新浪微博      | 《微博星耀盛典》                           | 得獎者         | THE9（影片）    | 星耀最受海外粉絲歡迎藝人（THE9）                                  |
| 2021年   | 7月15日  | 騰訊視頻      | 《SuperELLE 年輕力中國 頒獎盛典》          | 演唱者         | 不適用          | [ 86 ]                                                            |
| 2021年   | 11月17日 | 東方衛視      | 《第28屆東方風雲榜音樂盛典》               | 演唱者、得獎者 | 不適用          | 年度人氣歌手、網絡影響力女歌手 微博人氣歌手、最受歡迎組合（THE9） |

| 播出年份 | 日期     | 播放频道/平台           | 頒獎典禮 / 時尚盛典                 | 角色           | 備註                                   |
| 2021年   | 12月11日 | 騰訊視頻                | 《第三屆TMEA騰訊音樂娛樂盛典》      | 演唱者、得獎者 | 年度最佳唱跳歌手                       |
| 2021年   | 12月28日 | 鳳凰網時尚              | 《2021鳳凰網時尚之選 頒獎盛典》     | 得獎者         | 年度音樂人                             |
| 2022年   | 11月25日 | 東方衛視                | 《第29屆東方風雲榜音樂盛典》        | 演唱者、得獎者 | 最受歡迎女歌手、最受微博網友期待舞台   |
| 2023年   | 3月25日  | 新浪微博                | 《2022微博之夜》                    | 得獎者         | 微博年度突破音樂人                     |
| 2023年   | 4月22日  | CCTV-3                  | 《第十三屆北京國際電影節開幕式》    | 演唱者         | [ 92 ]                                 |
| 2023年   | 6月7日   | YouTube                 | 《LVMH Prize 2023 頒獎典禮》        | 頒獎嘉賓       | [ 93 ]                                 |
| 2023年   | 7月9日   | 騰訊視頻                | 《第四屆TMEA騰訊音樂娛樂盛典》      | 演唱者、得獎者 | 年度新勢力製作人、最具影響力內地女歌手 |
| 2023年   | 11月3日  | 淘寶                    | 《ELLE風尚大典》                    | 觀禮嘉賓       |                                        |
| 2023年   | 12月7日  | 淘寶                    | 《智族GQ MOTY年度人物盛典》         | 得獎者         | 年度向上力量                           |
| 2023年   | 12月25日 | CCTV-6                  | 《第五屆海南島國際電影節閉幕式》    | 演唱者         | [ 96 ]                                 |
| 2024年   | 4月2日   | FOX                     | 《2024 iHeartRadio Music Awards》   | 觀禮嘉賓       |                                        |
| 2024年   | 6月15日  | 東方衛視                | 《第二十六屆上海國際電影節》        | 演唱者         | [ 97 ]                                 |
| 2024年   | 12月2日  | British Fashion Council | 《The British Fashion Awards 2024》 | 觀禮嘉賓       |                                        |
| 2024年   | 12月16日 | 新浪微博                | 《嘉人女性影響力之夜》              | 觀禮嘉賓       |                                        |

## 廣播 / 電台
| 播出年份 | 日期               | 播放频道/平台    | 節目名稱          | 角色               | 出演成員  | 備註                       |
| 2017年   | 5月9日             | POP Radio聯播網  | 《依同開Mic辣！》 | 來賓               | Lady bees | 台灣廣播聯播網             |
| 2017年   | 5月26日            | 好事聯播網       | 《好事有氧午餐》  | 來賓               | Lady bees | 台灣廣播聯播網             |
| 2018年   | 7月3日             | 北京人民廣播電台 | 《潮流夢工場》    | 來賓               | 不適用    | 青年廣播                   |
| 2018年   | 12月11日           | 北京人民廣播電台 | 《潮流夢工場》    | 來賓               | Lady bees | 青年廣播                   |
| 2019年   | 1月18日            | 北京音樂广播     | 《娛樂最王牌》    | 來賓               | Lady bees | [ 98 ]                     |
| 2020年   | 10月12日－10月16日 | 中央廣播電視總台 | 《非遺第N年》     | “貴州省”非遺講述者 | 不適用    | 大型非遺文化傳承聲音紀錄片 |

| 播出年份 | 日期    | 播放频道/平台 | 節目名稱                        | 角色               | 備註 |
| 2022年   | 2月6日  | 騰訊視頻      | 《騰訊奧運報導星運電台·冬奧季》 | 騰訊冬奧報導雪舞官 |      |
| 2022年   | 3月31日 | 浙江交通之聲  | 《追星星的人》                  | 來賓               |      |

## 紀錄片
| 播出年份 | 日期               | 播放频道/平台 | 節目名稱         | 角色 | 備註                   |
| 2020年   | 7月17日、8月9日    | 中國青年報    | 《我的街舞時代》 | 舞者 | [ 100 ]                |
| 2020年   | 10月22日－12月10日 | 優酷          | 《街舞中國》     | 舞者 | 首部街舞文化探尋紀綠片 |